# قرفة يابانية
القرفة اليابانية أو دارصيني اليابان نوع نبات من جنس الدارصيني، اسمه العلمي (.Cinnamomum japonicum Sieb أو Cinnamomum pedunculatum Nees).
هي شجرة صغيرة أو متوسطة الحجم، يصل طولها 15 متراً (49 قدماً) وتعيش في اليابان وكوريا وتايوان وشرق الصين، تحديداً في مقاطعات أنهوي وفوجيان وجيانغسو وجيانغخو وجيجيانغ). وهي في الصين تحت الحماية الوطنية من الدرجة الثانية